# Тахти-Бахи
Тахти-Бахи (также Тахтбхай, Тахти-бахи) — буддийский монастырский комплекс I в. до н. э. По мнению археологов, он великолепно демонстрирует архитектуру буддийских монастырских центров той эпохи. Внесён в список Всемирного наследия ЮНЕСКО в 1980 году.
Расположен в 15 км от города Мардан в пакистанской провинции Хайбер-Пахтунхва. Маленький укреплённый город той же эпохи расположен поблизости. Также руины располагаются вплотную к современной деревне.

## Постройки
Четыре основные части комплекса Тахти-Бахи — это:
1. «двор ступ», кластер ступ, расположенный в центральном дворе монастырского комплекса[2]
2. монашеские кельи, отдельные помещения вокруг двора, залы собраний и трапезная.
3. храмовый комплекс, представляющий ступы более позднего времени.
4. тантрический монастырский комплекс, который состоит из небольших темных келий с низким входом, которые могли служить для медитации.

Дополнительные постройки здесь могли служить резиденцией, залами собраний или выполнять светские цели. Все здания построены из местного камня с раствором из извести и глины.

## История
Предположительно комплекс был построен в начале первого столетия до н. э.  Холмистая местность защищала монастыри от военных вторжений и опустошений.
Археологи выделяют несколько периодов, связанных с историей комплекса. Первый — раннекушанский период со времён царя Канишка I , который длился до второго века н. э.  Второй период, во время которого была построена ступа и зал собраний, относится к III-IV векам. Третий период относится к поздней Кушанской империи и соответствует IV-V веку. Позднее был построен тантрический комплекс, этот период (четвёртый) относят к VI-VII векам. Гуннское вторжение привело к разрушению комплекса.